# Hotel Devín

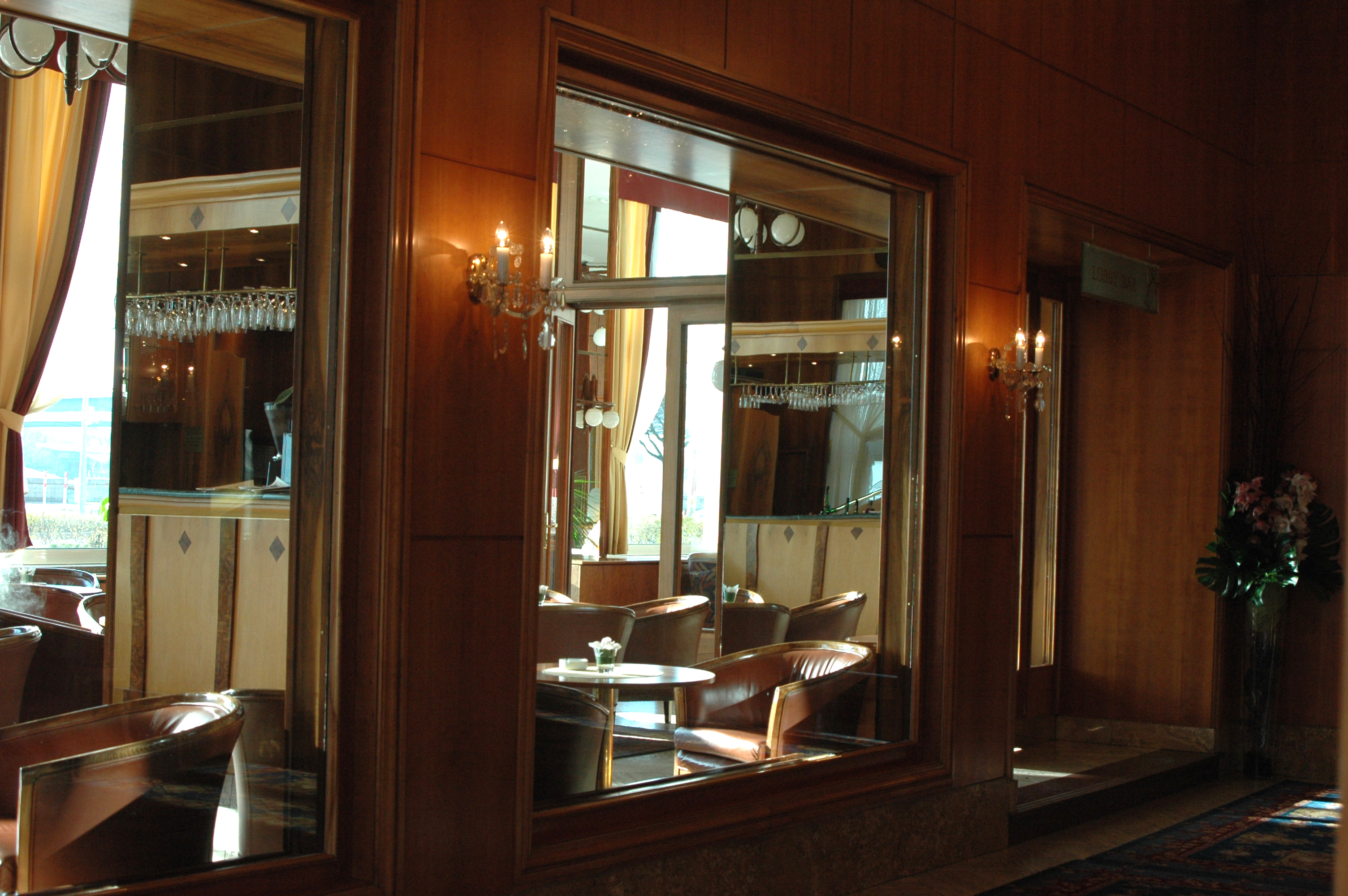
Interiér

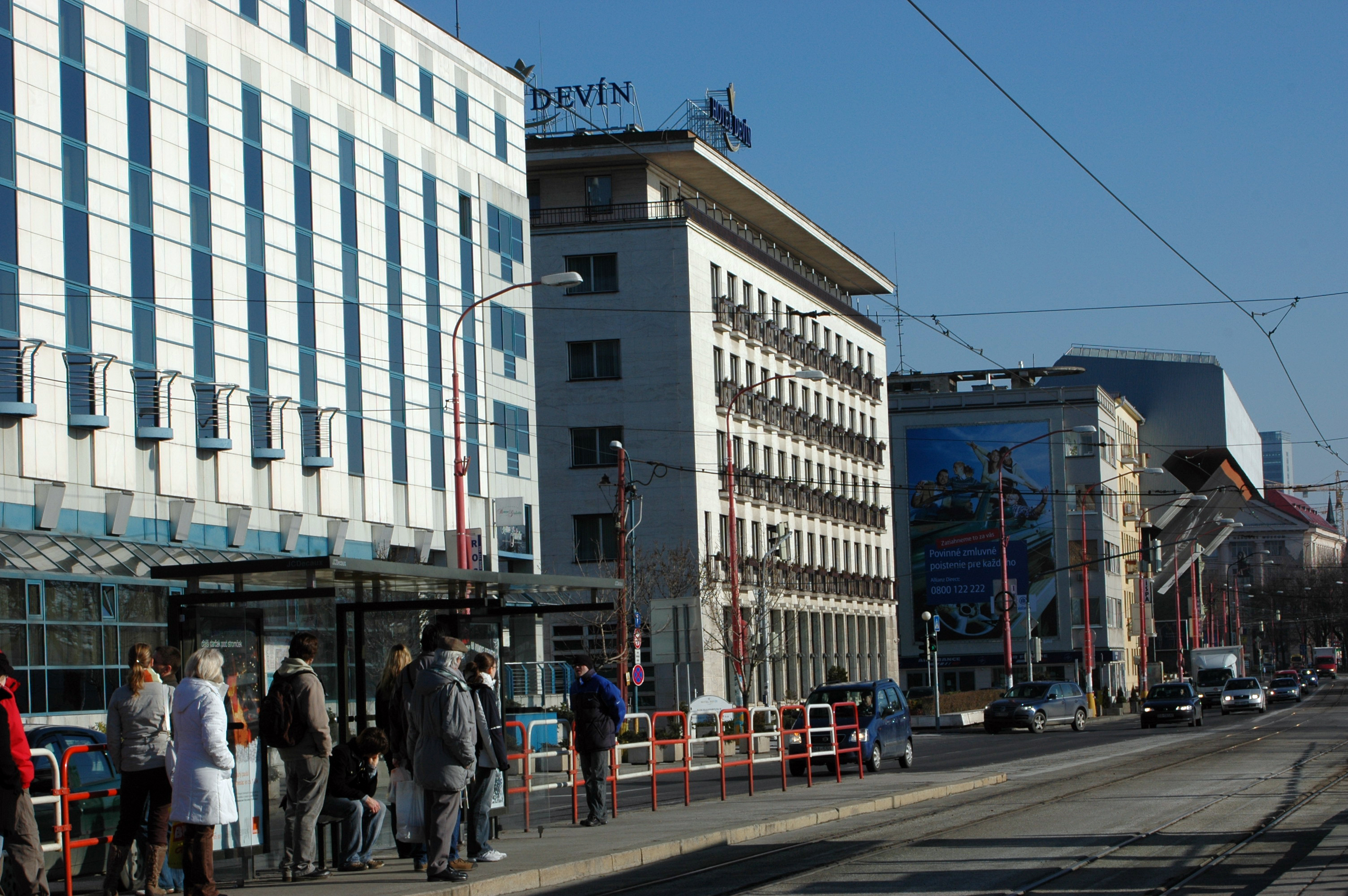
Hotel Danube, Hotel Devín a Slovenská národná galéria

Hotel Devín je hotel v Bratislavě postavený mezi roky 1952 až 1954. Objekt se nachází ve starší části města na nábřeží Dunaje. V minulosti byl součástí Dunajské promenády, čemuž odpovídá jeho architektonické řešení.

## Architektura
Budova je výsledkem práce ateliéru profesora Dušana Jurkoviče. Suterén a první dvě podlaží s kavárnami a restauracemi jsou veřejně přístupné. Do vyšších podlaží mají přístup jen hoteloví hosté. Architektura exteriéru a interiéru je vyřešená jako celek. Pozornost budí precizní propracování detailů, např. střecha budovy je řešena tak, že se při pohledu z Bratislavského hradu jeví jako pátá fasáda. Koncem století proběhla přestavba původního baru na fitcentrum (Droppa, Cvengrošová). 

## Kritika
V minulosti budil často kritiku prosklený parter hotelu, dnes je ovšem tento prvek vnímán jako nadčasový a budova je považována za jeden z nejhezčích příkladů poválečné architektury na Slovensku. Dokládají to citáty odborníků:
"Hotel názorně dokumentuje, jak se funkcionalistická nová estetika a sociální náboj transformovaly v tradiční klasicistická schémata a měkký komfort pozdější moderny." (M. Dulla, H. Moravčíková: Architektúra Slovenska v 20. stor.)  
"Příkladně čistá ukázka klasicizujícího řešení." (Martin Kusý, architektův životopisec)

## Základní informace
- architekti: Emil Belluš , E. Krampl, Viktor Uhliarik (I. Baník, Š. Imrich, P. Imrich, K. Rosmánz st.)
- adresa:  Riečna 4, Bratislava, Slovensko
- architektonický styl: klasicizující postmoderna
- datum vzniku: 1949–1954
- Národní kulturní památka Slovenské republiky